# المدرسة العليا للتجارة (فرنسا)

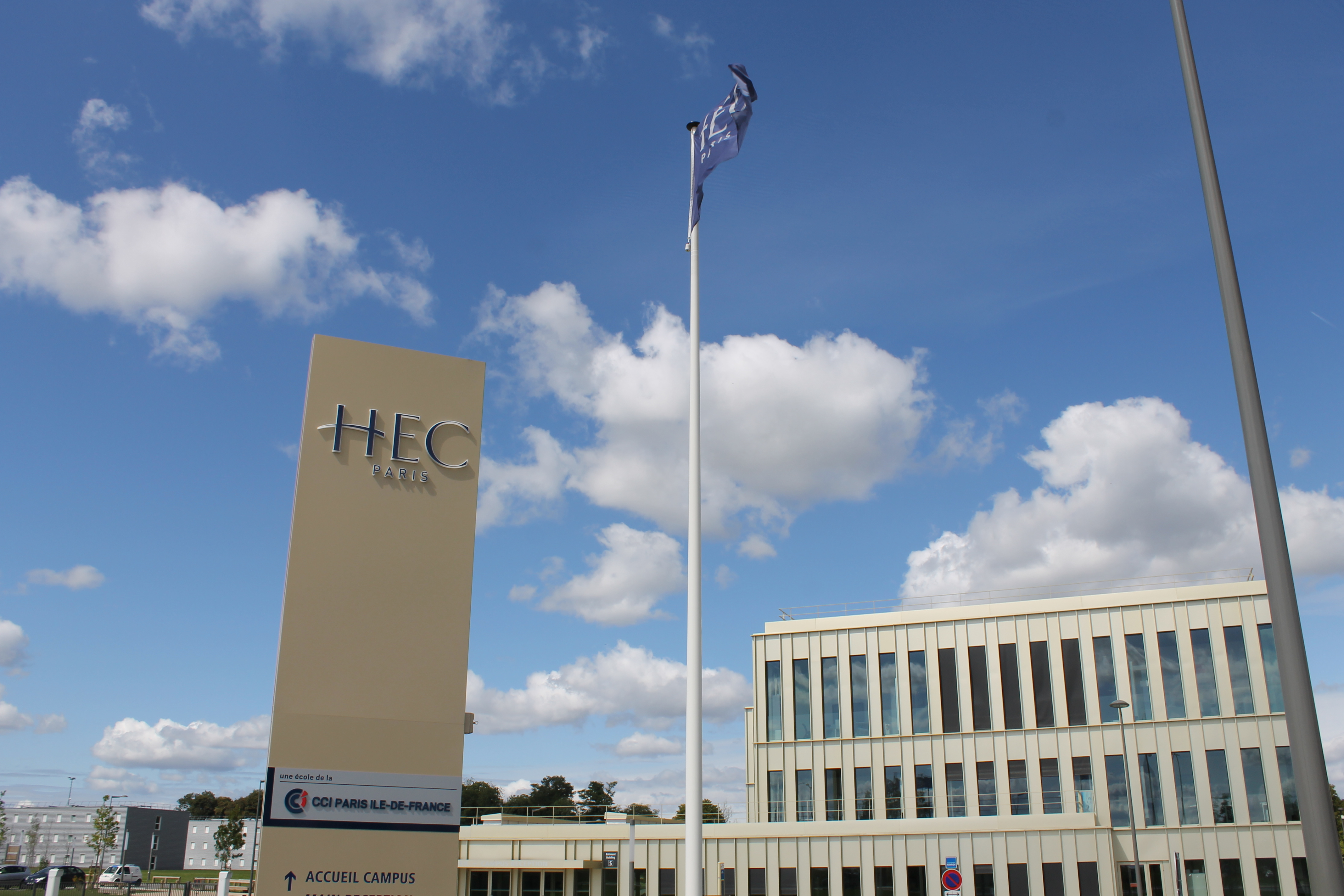
المدرسة العليا للتجارة

المدرسة العليا للتجارة (بالفرنسية: École des hautes études commerciales)‏ أو مدرسة للدراسات العليا للدراسات التجارية باريس
هي مدرسة الأعمال الأوروبية الواقعة في الضاحية الجنوبية لباريس، فرنسا. وتعتبر المدرسة العليا للتجارة باريس واحدة من أهم كليات إدارة الأعمال المرموقة في العالم. كانت في أفضل مراتب كليات إدارة الأعمال في أوروبا سبع مرات في الفترة التي استمرت ثماني سنوات بين عامي 2006 و2013 حسب صحيفة فاينانشال تايمز ، واحتلت المرتبة الثانية في أوروبا بين عامي 2014 و2016 [3] [4] [5] ومن بين أكثر المدارس الفرنسية لعليانتقائية، وينظر إليها عادة على أنها أرقى مدرسة فرنسية للتجارية، [6] المدرسة العليا للتجارة تقدم دبلوم ماجستير في الإدارة - برنامج المدرسة غراندي، برامج الماجستير في إدارة الأعمال وماجستير إدارة الأعمال التنفيذية، أحد عشر برامج ماجستير متخصصة، في برنامج الدكتوراه، والعديد من العروض التعليم التنفيذي. في الماجستير ما قبل تجربة في برنامج التمويل وقد صنفت على الدوام 1 في جميع أنحاء العالم من قبل صحيفة فاينانشال تايمز منذ بدء التصنيف العالمي في عام 2011. [7] ويحمل الاعتماد الثلاثي: ماجستير إدارة الأعمال، EQUIS، وAACSB [8]

## نظرة عامة
أنشئت المدرسة العليا للتجارة باريس في عام 1881 من قبل غرفة باريس للتجارة والصناعة على غرار المدارس العليا الفرنسية، وأصبحت تدريجيا واحدة من المدارس العليا أكثر انتقائية في أوروبا. و في المتوسط، وقد صنفت كأفضل كلية إدارة الأعمال في أوروبا من قبل فاينانشيال تايمز [9] منذ إنشائها الترتيب.

المدرسة تمنح درجة غراندي مدرسة (ماجستير في الإدارة)، وهي درجة ما قبل تجربة الماجستير، ماجستير في إدارة الأعمال، وهما EMBA، ويقدم برنامج الدكتوراه. لديها العديد من الاتفاقيات درجة مزدوجة (السياسة العامة والإدارة والتكنولوجيا، والأعمال التجارية الدولية، التنمية المستدامة، التنمية البيئية، الدراسات الإدارية، إدارة الأعمال، القانون والدبلوماسية) مع كليات إدارة الأعمال الأجنبية والجامعات فضلا عن المؤسسات الفرنسية الأخرى.

كما هو الحال بالنسبة لغيرها من المدارس العليا الفرنسية، تعتمد المدرسة العليا للتجارة باريس على امتحان قدرة تنافسية عالية للدخول اليها، والمناظرات التي تنظم بالاشتراك مع كليات إدارة الأعمال الفرنسية الأخرى. يلتحق بها 9500 طالب بعد ان يجلس في مناظرات بعد سنتين في الصفوف الإعدادية، ويبلغ معدل القبول بها 4٪ وو بمعدل 99.7٪. [10]

المدرسة العليا للتجارة باريس لديها العديد من الخريجين في مجال الأعمال والسياسة. [11] في عام 2011، كان 12 من 40 مسؤول أكبر شركة فرنسية للتداول العام يكون من خريجي كلية الدراسات العليا التجارية في باريس كالرئيس التنفيذي لشركة (أو ما يعادلها). [12] و كبار المديرين التنفيذيين من 500 شركات الثروة العالمية، المدرسة العليا للتجارة باريس تصنف باعتبارها مؤسسة رابع أفضل مدرسة للتعليم العالي في العالم، والأولى في أوروبا. [13]

## تاريخها
تأسست في باريس عام 1819، و هي بالتالي أولى الكليات العليا للتجارة، بمبادرة من مجموعة اقتصاديين ورجال أعمال. منذ بداياتها، جذبت مجموعة من الطلاب الأجانب حيث استقطبت سنة 1824: 118 طالبا بينهم 36 طالبا أجنبيّا. منذ نشأتها وعلى مدار سنوات عديدة واجهت أزمات عديدة لتستقر سنة 1868 بملكيّة غرفة التجارة والصناعة في بارس وفي مقرّها الحالي في مباني مصنّفة تاريخية شيّدت في القرن التاسع عشر ومبنى جديد شيّد عام 1970 من تصميم المهندس ليونارد موراندي.
‌